# Лижичко Руслана Степанівна
Русла́на Степа́нівна Лижи́чко, відома як Руслана (Ruslana) (нар. 24 травня 1973, Львів, УРСР) — українська співачка, піаністка, диригентка, танцюристка, продюсерка, громадська діячка. Переможниця Євробачення 2004. Народний депутат України 5-го скликання. Народна артистка України (2004). Амбасадорка доброї волі ЮНІСЕФ (2004—2005). Ініціаторка глобальної кампанії протидії торгівлі людьми «Not For Sale». Учасниця Помаранчевої революції та Євромайдану. Глобальна амбасадорка відновлюваної енергії у світі (2018).

## Життєпис
Народилася 24 травня 1973 року у Львові. Мати — Ніна Аркадіївна Лижичко (нар. 7 січня 1950, Свердловськ), росіянка польсько-литовського походження (за словами Руслани її мама походить з польсько-литовського роду Сапігів, яких зіслав Пьотр I до Уралу), з 1975 працювала в Інституті нафтохімії у Львові, з 1996 — головна медіаменеджерка в продюсерському агентстві Руслани Студії «Люксен»). Батько — Степан Іванович Лижичко (нар. 2 червня 1949, село Конюшки Рогатинський район Івано-Франківська область), українець-гуцул, працював теплотехніком в Інституті нафтохімії, потім заснував свою фірму. Батьки розлучилися у 1991 році, коли Руслані було вісімнадцять років.

У 1978 році у віці чотирьох років охрещена у греко-католицькій вірі.
[Володимира] Івасюка ховали і мене під столом у той самий рік похрестили у греко-католицькій традиції.
Навчалася у російськомовній школі у Львові.
Школяркою Руслана співала в гурті «Оріон», потім — у дитячому ансамблі «Усмішка». Після закінчення дитячої музичної школи вступила до Львівської консерваторії ім. Лисенка на диригентське відділення.
Під час навчання в консерваторії брала уроки композиції у Мирослава Скорика, уроки диригування у Миколи Колесси та Юрія Луціва, уроки вокалу у Лариси Бужко, уроки фортепіано в Юрія Боня. Закінчила консерваторію за фахом «Диригент симфонічного оркестру».
28 грудня 1995 року Руслана Лижичко одружилася зі своїм продюсером Олександром Ксенофонтовим. 
Володіє разом з чоловіком (46 % / 53 %) львівським ТзОВ «ТРК „Говерла“» (Код ЄДРПОУ: 30822761) — активи — «Дуже радіо».

## Творча кар'єра

### 1993—1996: Рання кар'єра
Музичну кар'єру почала 1993 року, взявши участь у двох музичних фестивалях України: Всеукраїнському фестивалі сучасної пісні й популярної музики «Червона Рута — 93», а також Всеукраїнському фестивалі поп- і рок-музики «Тарас Бульба — 93».
Наступного року Руслана зі своїм продюсером Олександром Ксенофонтовим заснувала студію «Люксен», на базі якої почали займатися радіорекламою. Відомі музичні кліпи фірм «Oriflame», «Coca-Cola», «Stimorol» озвучені Русланою. Цьому заняттю співачка віддала більше двох років.
У 1994 році Руслана стала володаркою «Гран-прі» першого Всеукраїнського телевізійного фестивалю «Мелодія».
1996 року взяла участь у Міжнародному фестивалі мистецтв «Слов'янський базар», де посіла перше місце.
З початку 1996 року займалася першим великим творчим проєктом — шоу «Дзвінкий вітер» із «живим» звуком. Цей проєкт був присвячений святкуванню 500-річчя епохи Відродження у Львові й був синтезом класики й року.

### 1996—2002: Перший сингл і музичні перемоги
Наприкінці липня 1996-го співачка записує свій перший сингл і кліп «Ти». Кліп, зйомки якого проходили в Олеському замку, став першим етапом проєкту «Дзвінкий вітер». У зйомках взяли участь симфонічний оркестр і музиканти «Клубу Шанувальників Чаю», які тоді спеціально знову зібралися для цього проєкту.
28 вересня 1996 року на сцені Львівського оперного театру відбувся концерт на тему казки Антуана де Сент-Екзюпері «Маленький принц», що став наступним етапом проєкту. Після цього проєкту українська преса назвала Руслану «новою хвилею в музиці». Вона стала лауреаткою першої Всеукраїнської загальнонаціональної програми «Людина року-96» у номінації «Зірка естради», а також її було оголошено «Співачкою року-96».
1997 року співачка взяла участь у VI фестивалі «Таврійські ігри», стала його лавреаткою.
Наприкінці 1997 року Лижичко зробила шоу «Різдво з Русланою», до якого ввійшли акустичний концерт, зйомка телепрограми з аналогічною назвою і презентація анімаційного фільму «Балада про принцесу». Того ж року співачці надано звання «Видатна львів'янка року».
Стала дипломанткою Національного шоу-концерту «Пісня року-97» у галузі української популярної музики.
1998 року вийшли два альбоми Руслани: студійний «Мить весни» і концертний «Найкращі концерти дзвінкого вітру».
Візитною карткою Руслани стала пісня «Світанок», яка здобула приз «Золота Жар-птиця-98» у номінації «Найкраща пісня року». Кліп на цю пісню теж було відзначено як найкращий відеокліп року.
У другій половині 1998 Руслана влаштувала тур із благодійними концертами стародавніми замками України з метою зібрати кошти на їх реставрацію. Тур привернув увагу до їхнього стану. Результатом цього стала реставрація Золочівського замку.
2000 року остаточно завершивши проєкт «Дзвінкий вітер», Руслана зайнялася новим проєктом — «Гуцульським». У рамках проєкту було випущено сингл «Знаю я», фільм «Стоп! Знято!», аудіо- та відео альбоми, фільм про проєкт, різдвяний музичний фільм. Презентація «Гуцульського проєкту» відбулася на відкритті 10-го фестивалю «Таврійські ігри» 2001 р.
«Знаю я» був першим музичним кінокліпом, який було знято та змонтовано спеціально для показу на широкому екрані в сучасних кінотеатрах. У цій роботі брали участь 250 спеціалістів із п'яти країн світу, які працювали в сімох студіях.
2002 року співачка знялася в музичному фільмі «Різдвяні легенди з Русланою». Цього ж року вона знову виступила на фестивалі «Слов'янський базар».

### 2003: «Дикі танці»
Влітку 2003 року вийшов альбом Руслани «Дикі танці» з елементами традиційної гуцульської музики. Він став лідером продажу музичних альбомів року в Україні. Робота над альбомом (зведення) відбулася у травні 2003 року на всесвітньо відомій музичній студії Пітера Гебріела «Real World» у Лондоні. Це сучасна компіляція музичного матеріалу на основі давніх етнічних гуцульських мотивів (ритмів і танців) і сучасних течій поп- і рок-музики. Альбом підсумував творчість співачки в рамках «Гуцульського проєкту» за весь час його існування.
У липні 2003 р. Руслана зі своїм гуцульським шоу виступила на українських фестивалях «Купальські зірки» й «Купальські ночі». А через місяць взяла участь у конкурсі популярної музики «Матриця» в Ялті. Цього ж року в неї вийшли два нових кліпи — «Коломийка» і «Ой, заграймо музиченьку» на пісні з альбому «Дикі танці».
У жовтні 2003 р. було опубліковано офіційні дані по продажах альбому «Дикі танці» — офіційно було продано 100 000 копій цього альбому. Наприкінці листопада 2003 року в Руслани почався, а 4 січня 2004 року закінчився український концертний тур із її новою шоу-програмою «Дикі танці». Під час цього туру на сцені разом зі співачкою виступав балет «Життя». Режисеркою шоу була Ірина Мазур, а костюми розробила Роксолана Богуцька. Тур проводився в підтримку платинового альбому.
У грудні 2003 р. на церемонії «Українська музична премія», ініційований Асоціацією звукозаписних компаній України, за альбом «Дикі танці» Руслана отримала першу в Україні офіційну нагороду «Платиновий диск». Вручив їй нагороду президент Міжнародної федерації звукозаписної індустрії (IFPI) у Східній Європі Стефан Кравчек.

### 2004: Перемога на «Євробаченні»

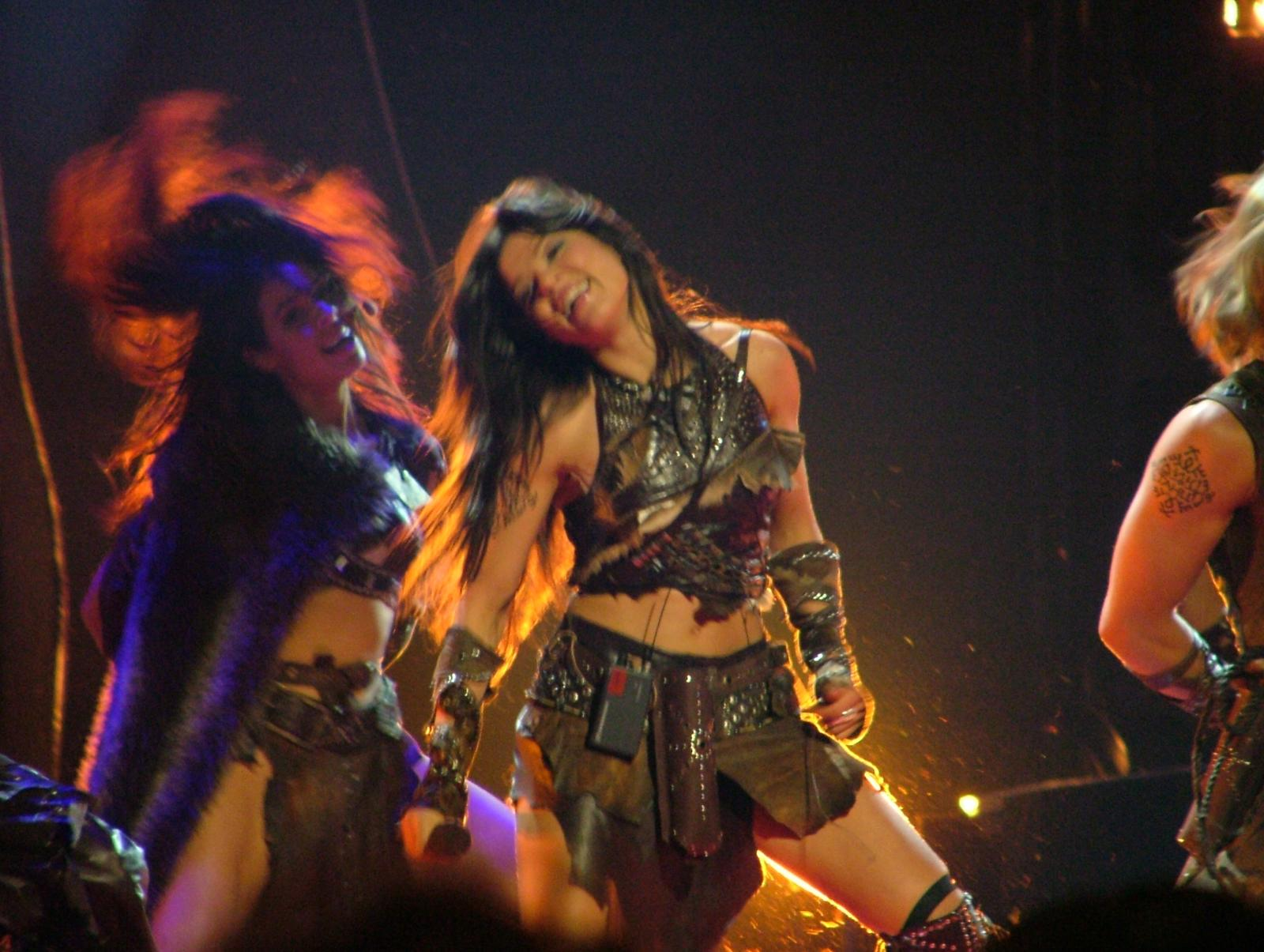
Руслана на Євробаченні 2004

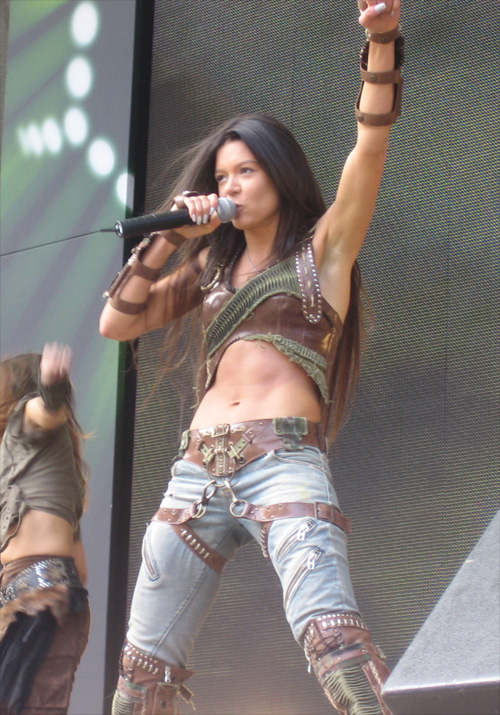
Руслана у 2006 році під час концерту в Берліні

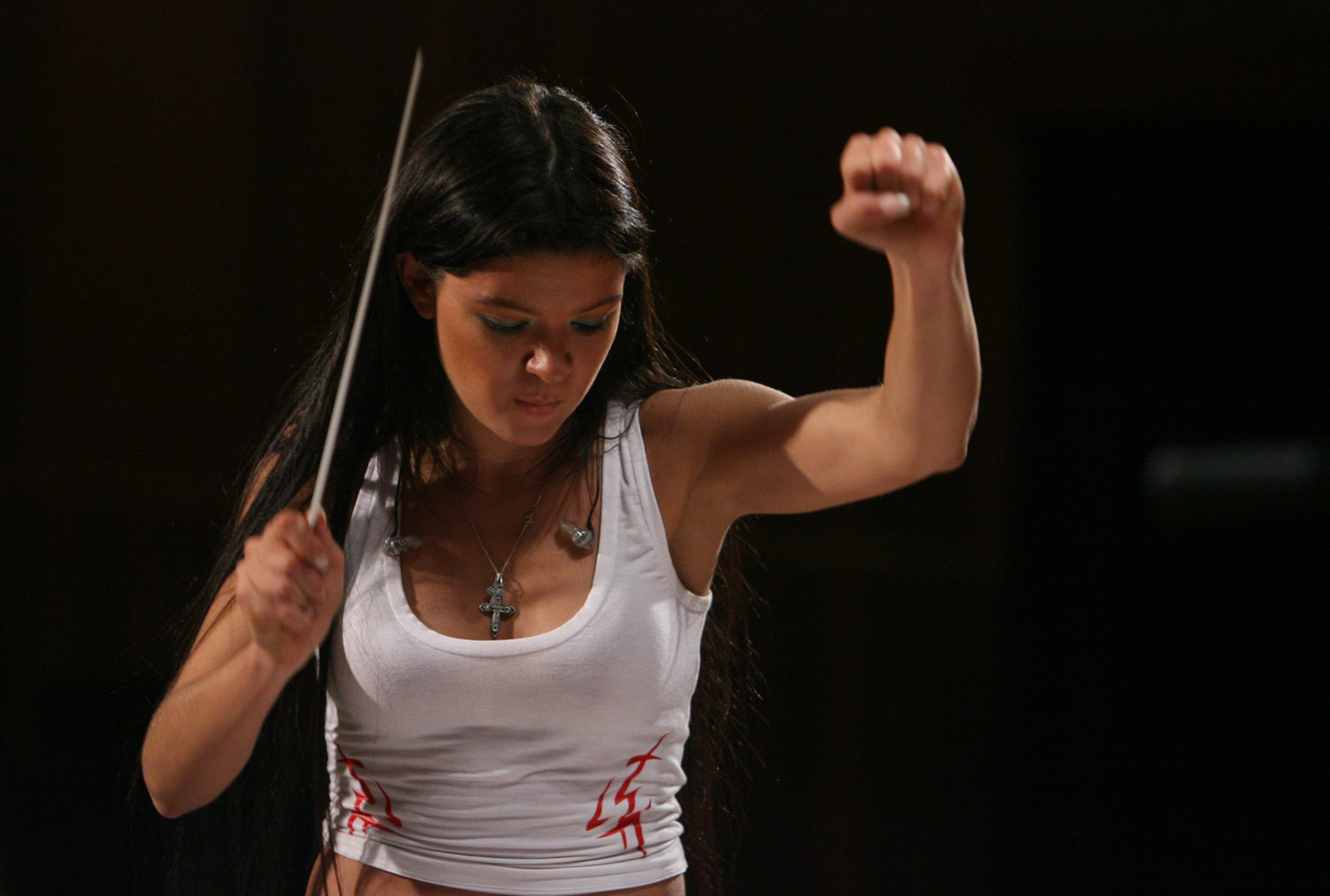
Руслана диригує симфонічний оркестр, Україна, 18 вересня 2006

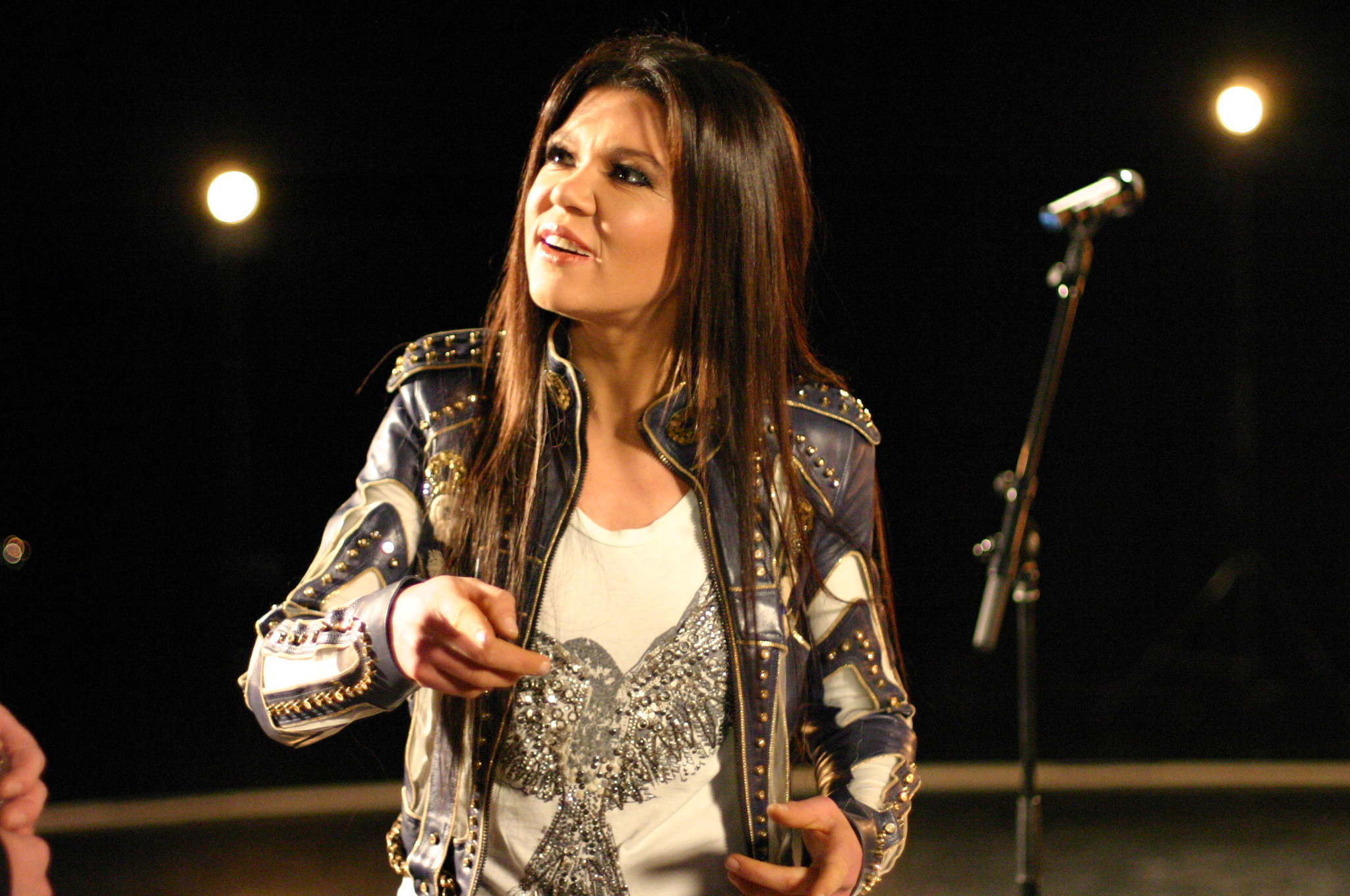
На бельгійському нацвідборі на Євробачення, Брюссель, 17 січня 2014

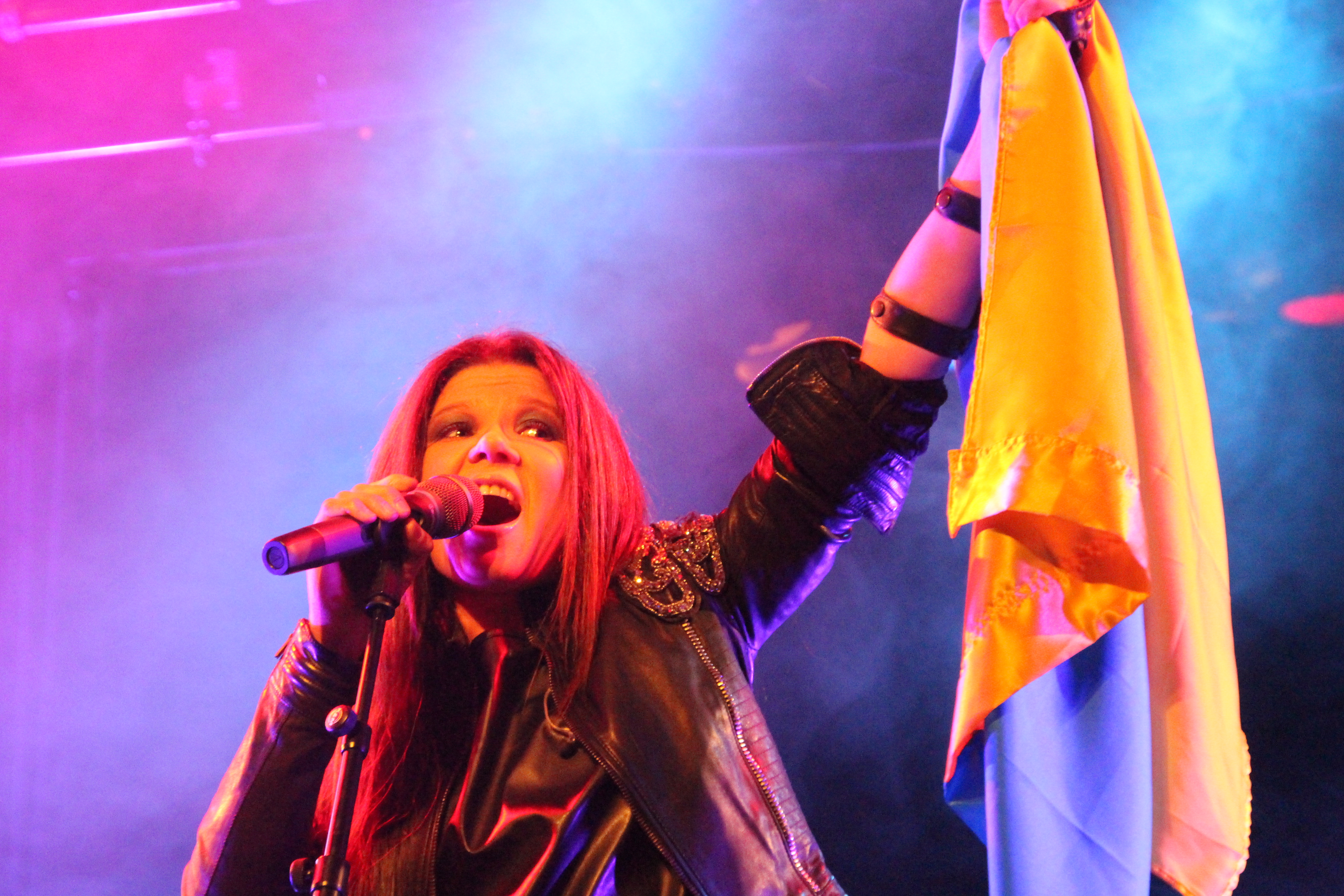
Наживо у Мюнхені, 16 травня 2015

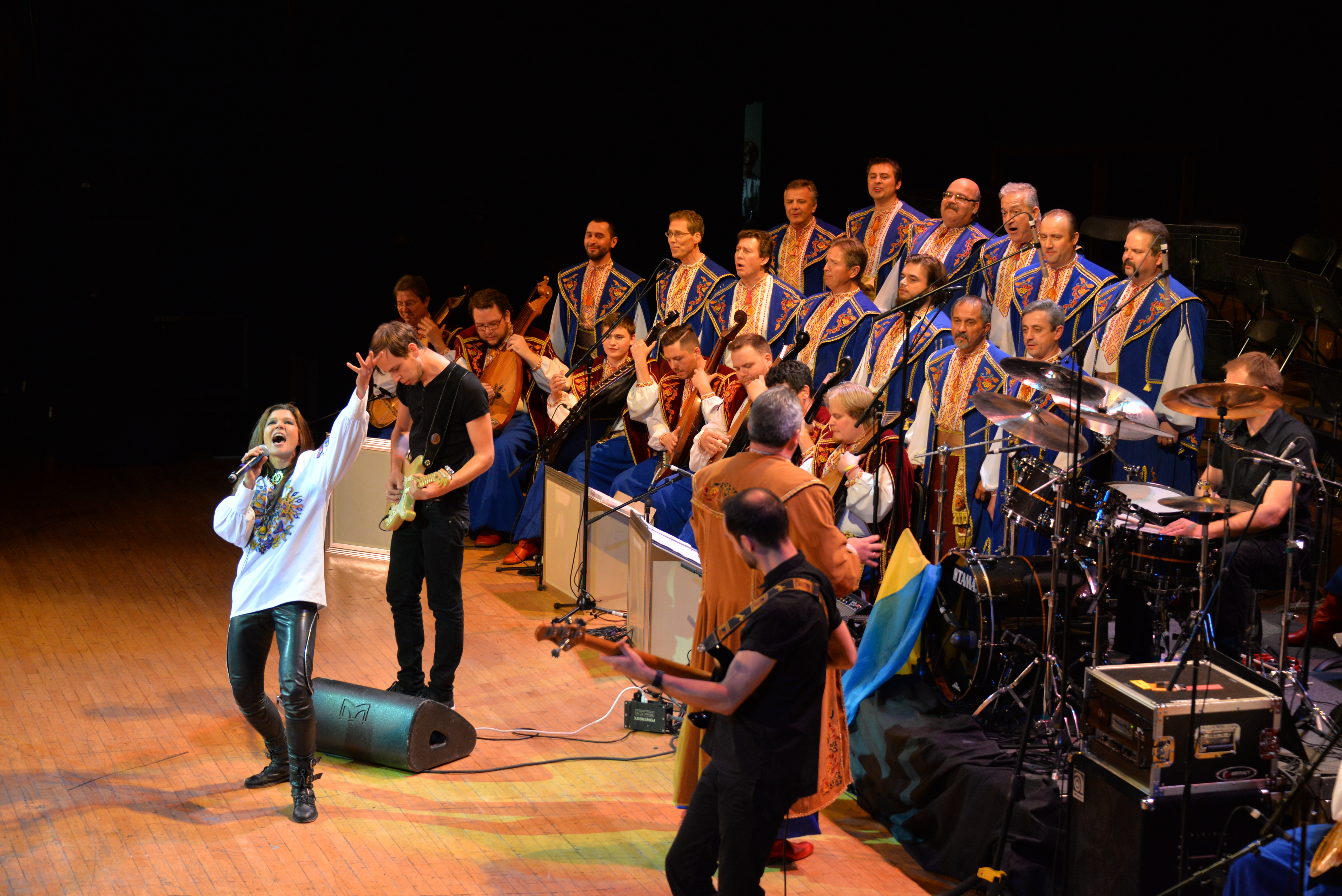
Виступ з Капелою бандуристів у Мессі-Голл, Торонто, 24 жовтня 2015

Готуючись до участі в конкурсі «Євробачення-2004», PR-група Руслани провела всебічну підготовку: вони вивчали своїх конкурентів, проводили спеціальні рекламні тури країнами, що були учасницями голосування. Під час самого конкурсу було організовано спеціальну PR-підтримку. Так, на відміну від заходів конкурентів, пресконференція Руслани проводилася нестандартно: наприклад, усі присутні могли дегустувати українську горілку і сало, а Руслана вчила журналістів грати на трембіті.
На самому конкурсі шоу Руслани кардинально відрізнялося від виступів інших учасників «Євробачення-2004». Телекоментатор британської студії ВВС назвав Руслану «принцесою-воїном». Серед 36 країн, які брали участь, за результатами світового телефонного голосування в прямому ефірі Руслана посіла перше місце з 280 балами.
Перемога Руслани на «Євробаченні» була відзначена державними та урядовими нагородами. Тодішній президент України Леонід Кучма своїм указом надав переможниці міжнародного конкурсу пісні «Євробачення-2004» звання народної артистки України. Про це він оголосив на врочистій церемонії вшанування співачки 18 травня 2004 р. у Києві. Кучма також надав звання «Заслужений діяч мистецтв» продюсерові й звукорежисерові Руслани Олександру Ксенофонтову, а звання «Заслужений артист України» — авторці й поставниці концертної програми «Дикі танці» Ірині Мазур.
Кабінет Міністрів України нагородив Руслану Лижичко Почесною грамотою Кабінету Міністрів України з врученням пам'ятного знака за вагомий особистий внесок у розвиток українського музичного мистецтва й перемогу в конкурсі «Євробачення-2004».
Після перемоги на «Євробаченні» боксер Віталій Кличко вручав Руслані в Лас-Вегасі нагороду «World Music Awards» — «Всесвітню музичну нагороду» за найбільшу кількість проданих альбомів «Дикі Танці» у світі.

### 2009–2010: «Азійський фестиваль пісні» та «БУМ»

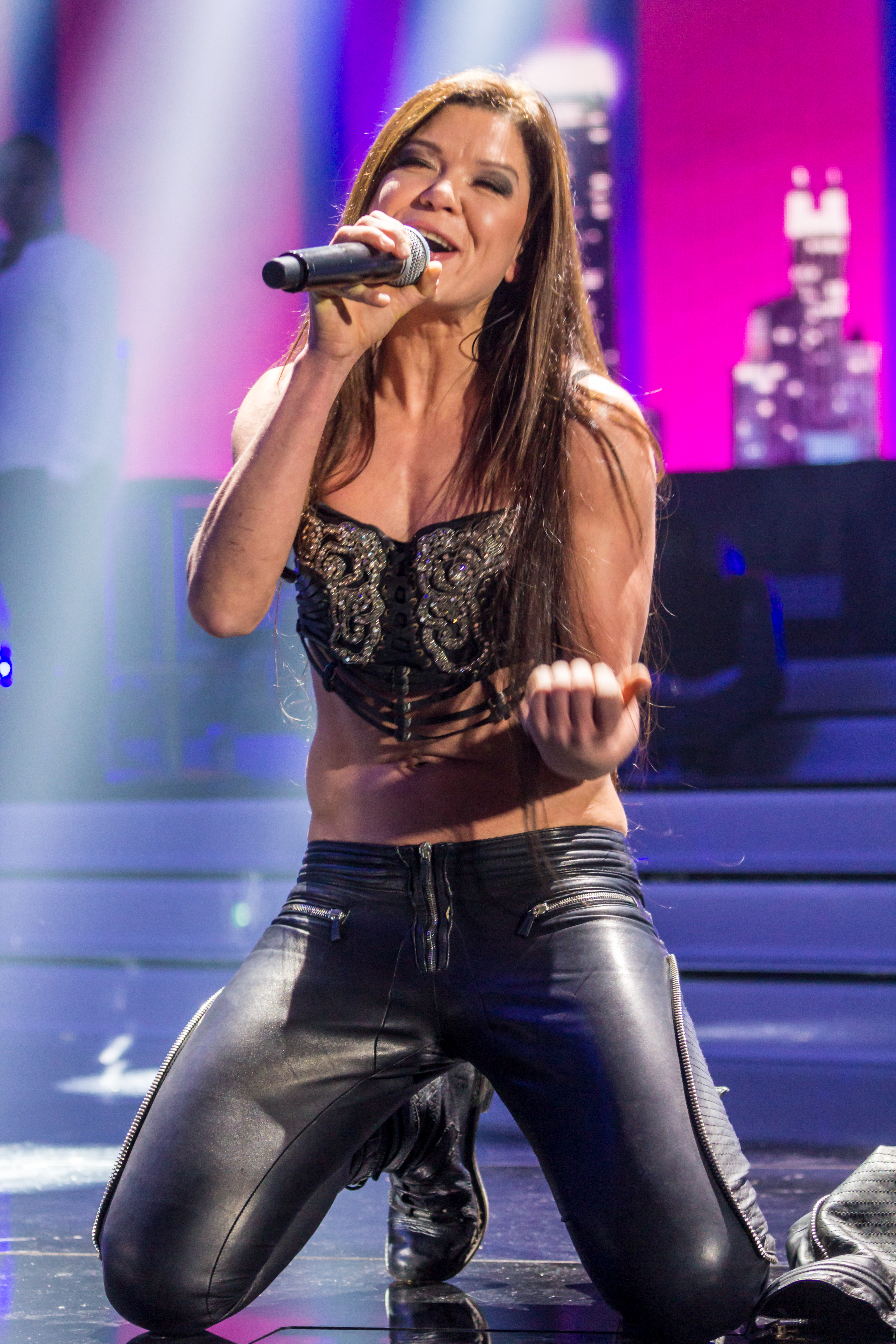
На німецькому нацвідборі до Євробачення 2017, Кельн, 9 лютого 2017

У 2009 році Руслана була запрошеною гостею 6-го Азійського фестивалю пісні (англ. Asia Song Festival), що відбувся у південнокорейському місті Сеул. Разом з балетом «Життя» вона виконала три пісні з її першого міжнародного альбому: «Wild Dances», «Dance with the Wolves» та двомовну версію «Play, Musician!». Також Руслана отримала нагороду за внесок у культурний обмін між Україною та Азією в музиці та головну нагороду фестивалю, найкращий виконавець Азійського фестивалю пісні.
2010 року телеканал «Інтер» запустив екстремальний проєкт під назвою «Битва українських міст», зйомки якого відбувалися в Буенос-Айресі, Аргентина. На відомій смузі перешкод зійшлися 26 українських міст у боротьбі за право називатися найкращим містом України. Кожне місто було представлене командою з п'яти учасників, серед яких двоє чоловіків, дві жінки й капітан — відомий уродженець цього міста. На чолі команди зі Львова стала саме Руслана. На грі їй довелося долати боксерську стіну, басейни з багнюкою, величезні сферичні батути над водою. Виступ Руслани дуже контрастував із проходженням перешкод іншими естрадниками — вона показала себе краще за багатьох чоловіків. Уся країна стала свідком бійцівського характеру й наполегливості української амазонки.

### З 2011 року
У 2011 році Руслана брала участь у талант-шоу «Голос країни» на телеканалі 1+1 як тренерка.
У квітні 2012 року вийшов українськомовний альбом Руслани «Ей-форі-Я». Альбом, над яким співачка працювала чотири роки, записувався у США, Швеції та Україні у співпраці з Владом Дебрянським. З квітня по травень Руслана відвідала 11 міст України з туром OGO Show, зокрема вона долучалася до громадських подій «Євро-2012».
У 2013 році Руслана брала участь у шоу «Битва хорів» на телеканалі 1+1 як тренерка хору зі Львова, з яким перемогла.
7 травня 2017 року Президент України Петро Порошенко виступив з офіційним зверненням до національної та міжнародної громадськості з нагоди урочистого відкриття у Києві конкурсу Євробачення 2017. У зверненні відзначається особлива роль Руслани, завдяки якій цей конкурс вперше відбувся у столиці України.

## Громадська діяльність

### 2004: Глобальна ініціатива по боротьбі з торгівлею людьми
Задля подолання торгівлі людьми Руслана оголосила соціальну кампанію «Not For Sale». У 2004—2005 роках, отримавши повноваження Амбасадорки доброї волі ЮНІСЕФ у 2004—2005 роках, співачка ініціювала активну діяльність, спрямовану на боротьбу із работоргівлею. Для втілення кампанії вона об'єднала зусилля з UN Global Initiative to Fight Human Trafficking (UN GIFT), Vital Voices та Європейською Спілкою Теле- та Радіокомпаній (European Broadcasting Union), які виступили в ролі партнерок проєкту.
2006 року було запущено серію соціальних роликів за участю Руслани, знятих в рамках діяльності кампанії. На Віденському Форумі, ініційованому Комітетом ООН з боротьби з обігом наркотиків та злочинністю, Руслана презентувала сингл Not For Sale, який було визнано ООН гімном боротьби з сучасним рабством.

### 2004:Помаранчева революція
Наприкінці листопада 2004 року в Україні почались протести проти фальсифікацій виборів та злочинної влади. Активізація подій збіглася в часі з концертним туром співачки країнами Балтики. Руслана взяла на себе роль «народної дипломатки», використовуючи кожну можливість звернутися до закордонних журналістів із закликом розповісти якомога більше про боротьбу українського народу проти свавілля влади.
У грудні 2004 на запрошення депутата Європарламенту від Литви Вітаутаса Лансбергіса Руслана Лижичко відвідала Європейський парламент у Страсбурзі (Франція) і провела численні зустрічі з депутатами парламенту від різних країн (Велика Британія, Німеччина, Швеція, Польща тощо), а також провела два брифінги у залі Європарламенту. У ході усіх зустрічей Руслана закликала якнайбільше європейських спостерігачів відвідати Україну під час переголосування другого туру президентських виборів.

### 2006-2007: Політична діяльність
Народна депутатка України 5-го скликання з квітня 2006 до червня 2007 від Блоку «Наша Україна», № 5 у списку. На час виборів: заступниця директора ТОВ «Студія звукозапису „Люксен“», позапартійна. Членкиня фракції Блоку «Наша Україна» (з квітня 2006). Голова підкомітету з питань інформаційного забезпечення європейської та євроатлантичної інтеграції Комітету з питань європейської інтеграції (з липня 2006). Склала депутатські повноваження 19 червня 2007 року.

### 2013-2014:Євромайданта міжнародна адвокація України

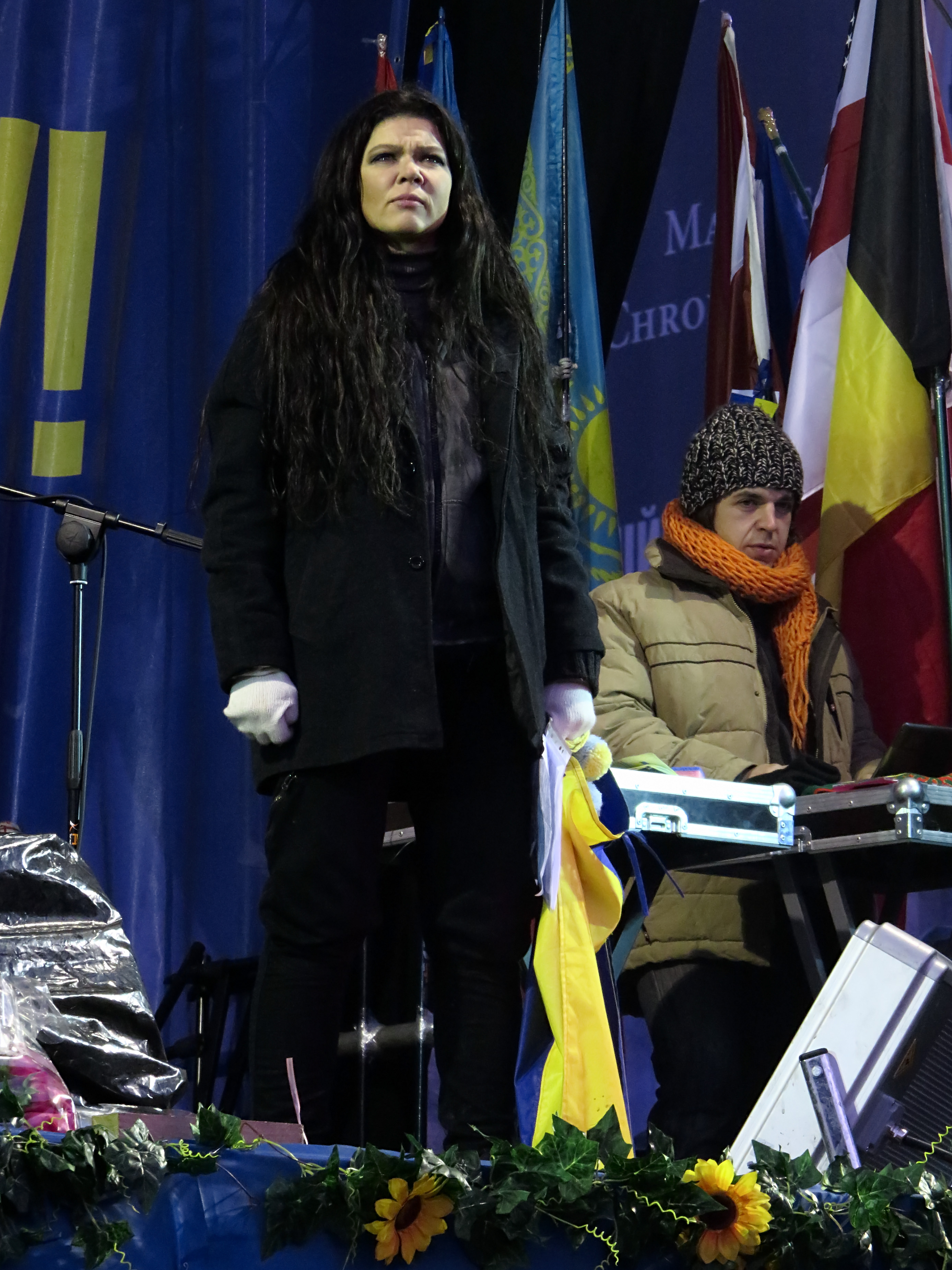
Руслана на Євромайдані, 18 грудня 2013

Наприкінці листопада 2013 року Руслана стала однією з ключових фігур в проєвропейських масових протестах. Починаючи із грудня 2013-го — одна з активісток Євромайдану, на підтримку опозиційних сил вела нічні вечори майже до втрати голосу. Більше, ніж на 4 місяці Руслана повністю зупинила концертну діяльність і проводила майже кожну ніч з півночі до світанку на Майдані Незалежності у Києві, який став центром протестів. Загалом Руслана провела на Майдані понад 100 ночей, протягом яких понад 500 разів виконала державний Гімн України і зробила символом мирного протесту Світло.
Часта виконавиця Гімну України на Євромайдані та організаторка концертної програми. 22 грудня 2013 ввійшла в «НО Майдан» нарівні з іншими представниками опозиційних сил. З її слів, про це вона дізналась, коли виходила на сцену. За свідченням Руслани, з грудня 2013-го її переслідували спецслужби, викликали до Генпрокуратури для надання свідчень.

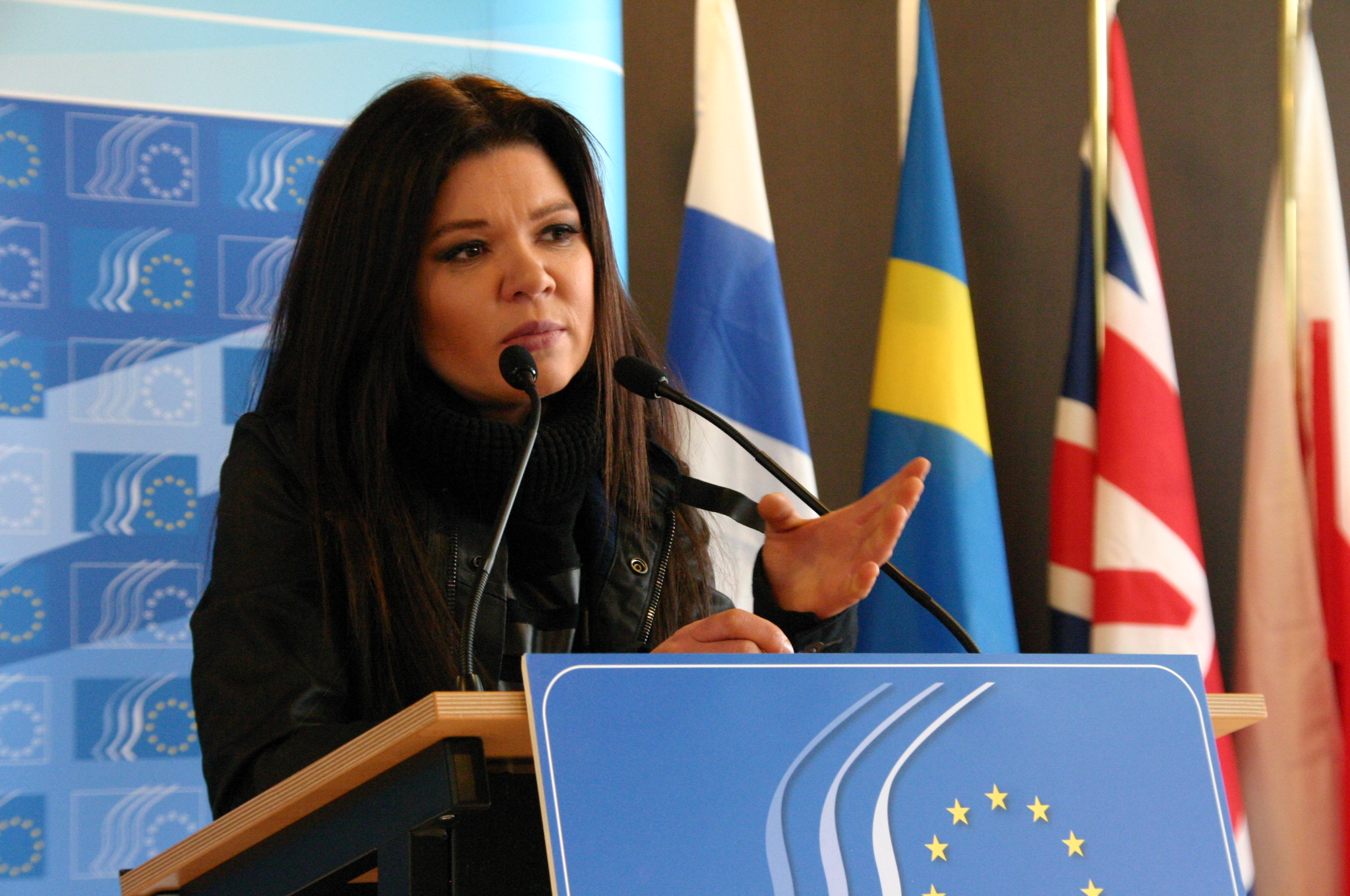
Руслана виступає перед ЄСЕК від імені Євромайдану, Брюссель, 18 лютого 2014

2014 року Руслана провела широку міжнародну кампанію, спрямовану на підтримку та захист позитивного іміджу України у світі. Протягом року вона провела неодноразові особисті зустрічі з провідними світовими політиками, серед яких Віцепрезидент США Джо Байден, сенатори Джон МакКейн та Кріс Мерфі, міністр закордонних справ Швеції Карл Більдт, Голова Європейської Ради Дональд Туск, Прем'єр-міністр Латвії Лаймдота Страуюма та іншими високопоставленими особами.
Численні промови та публічні виступи Руслани у Європарламенті у Брюсселі та Страсбурзі та в сесійній залі ОБСЄ у Відні мали вагомий результат і дозволили ухвалити рішення щодо подальшої роботи Європи над українським питанням. На конференції TEDx у Сан-Паулу Руслана представила презентацію «Сила у єдності» і закликала Бразилію та весь світ підтримати Україну у її боротьбі. Під час візитів до Європи Руслана виступила з гострою пресконференцією в музеї Берлінської стіни, приєдналася до Євромайдану у Мюнхені, взяла участь у політичному засіданні LesEuropéens — Elections européennes 2014 у Парижі напередодні виборів до Парламенту Франції, провела семінар на тему подій в Україні у Парламенті Швеції, виступила зі зверненням та музичним номером на жіночому конгресі VI KongresKobiet та на церемонії нагородження LudzieWolnosci з нагоди 25-річчя Солідарності Польщі у Варшаві.

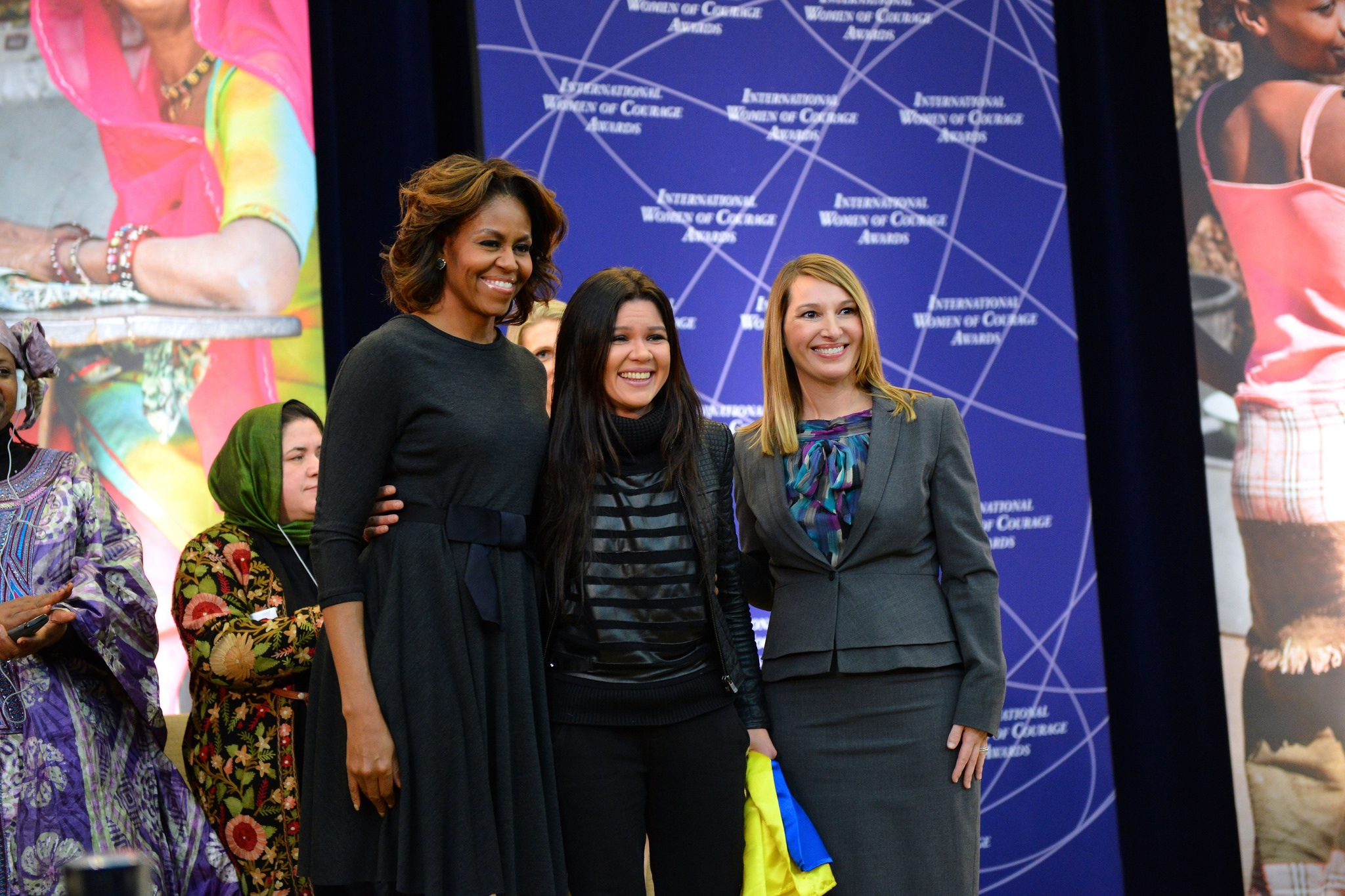
Руслана отримує звання «Найхоробріша жінка світу»; з першою леді США Мішель Обамою та, 5 березня 2014

Тему сучасних механізмів боротьби із пропагандою Руслана підняла на відкритті ІТ-конференції U.T.GEM conference у Сан-Франциско, де так само виступила із благочинним концертом з метою збору коштів для допомоги родинам переселенців, щ постраждали від російської агресії.
Навесні 2014 року Руслана з командою однодумців створили громадську організацію «Агенція Іміджу України» (АІУ), що має за мету зміцнення та підтримку громадського суспільства з метою консолідації та посилення демократичних перетворень, сприяючи процесам реформування в Україні. АІУ є незалежним від політичних впливів, але прагне вплинути на удосконалення законодавчого, економічного та культурного середовищ.

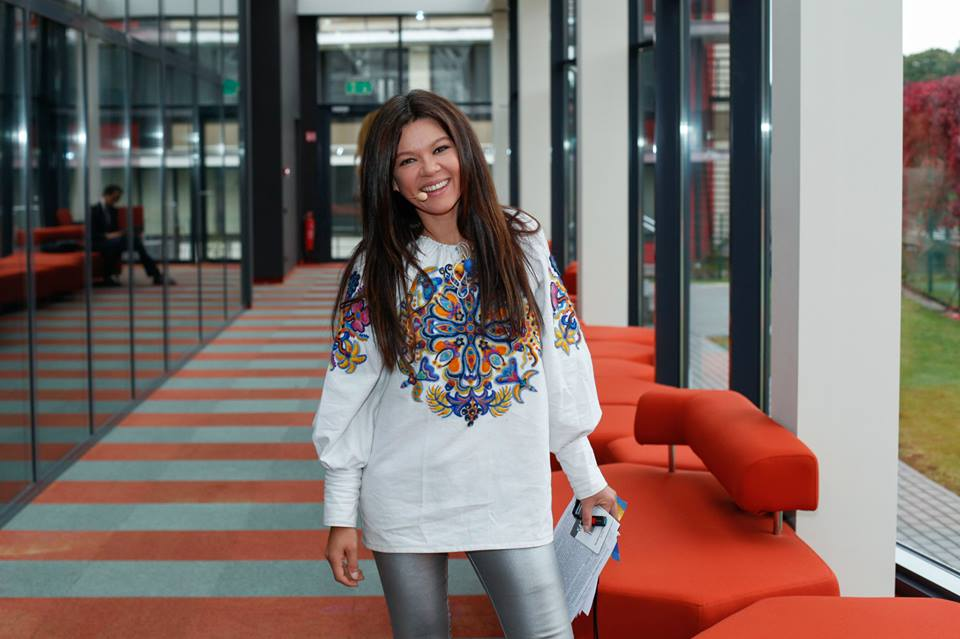
Руслана з промовою щодо війни на сході України у Латвії, Рига, 25 вересня 2014

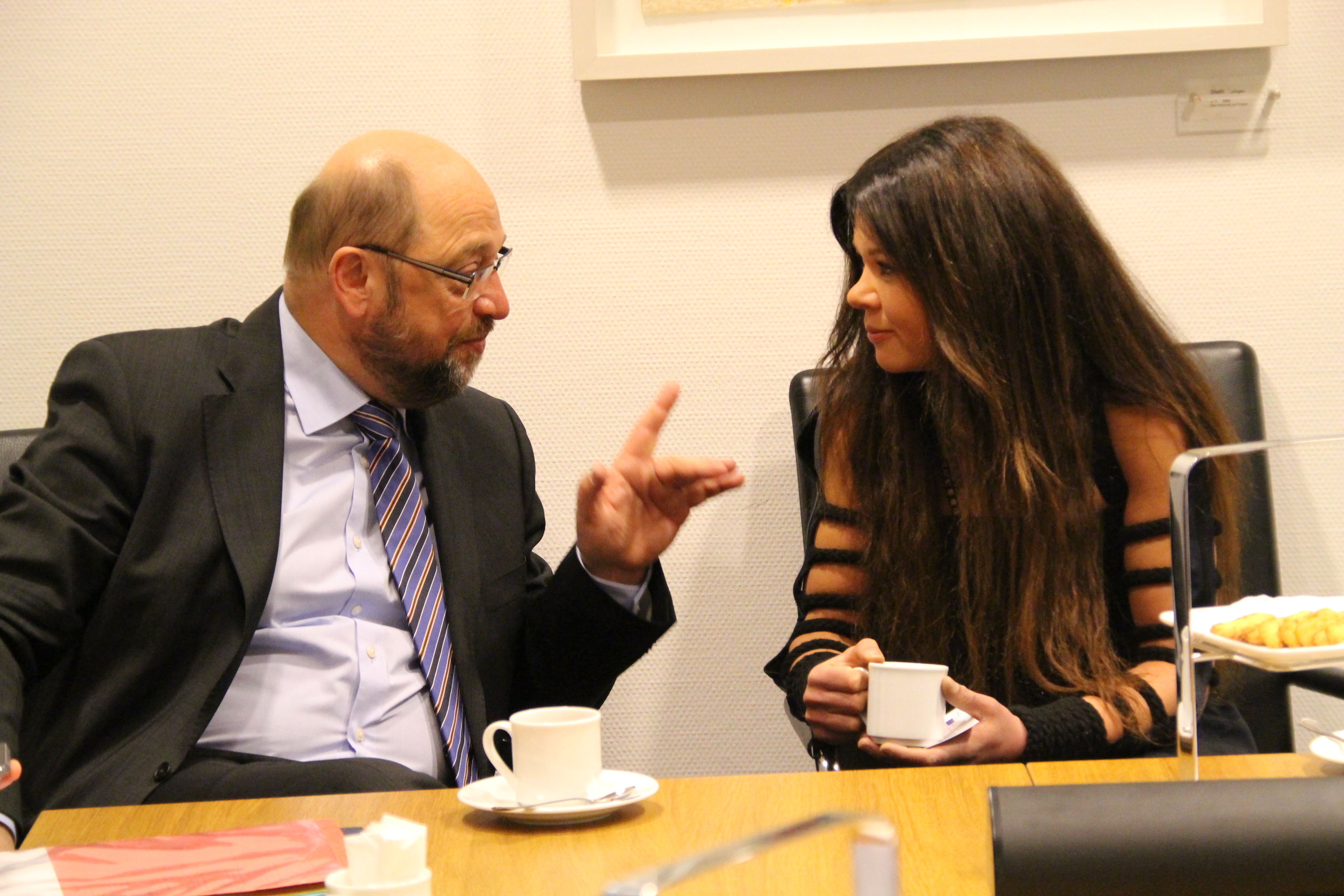
Руслана з президентом Європарламенту Мартіном Шульцом, Кельн, 19 квітня 2015

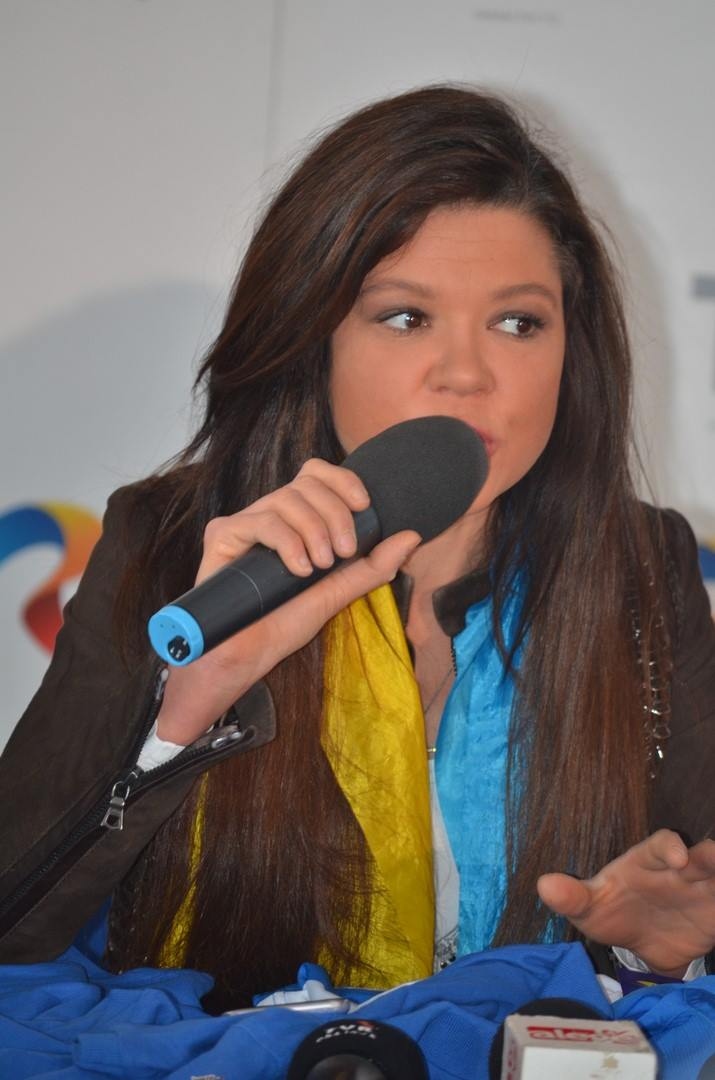
Руслана своїй пресконференції в Румунії, 8 березня 2015

Агентство розглядає та об'єднує методи ефективної комунікації між громадським суспільством та органами влади, бізнесу та засобами масової інформації. Маючи платформою історичну традицію народовладдя в Україні у формі Віче і, як результат, — три народних революції в новітній історії держави (Революція на Граніті 1991 р., Помаранчева Революція 2004 р., Революція Гідності 2014), АІУ має на меті відновлення історичних і культурні традиції демократії та сприятиме зросту потенціалу інституту громади. Для реалізації своєї діяльності АІУ створює механізм залучення ресурсів від донорів та ефективного розподілу цих ресурсів з метою підтримки українського громадянського суспільства через аналітично-інформаційну, соціальну та культурно-просвітницьку проєктну діяльність.

### 2014: «Стоп вогонь по своїх»
Після поїздки на Донбас Руслана провела 1 вересня 2014 року разом з Володимиром Рубаном пресконференцію в УНІАН, основний меседж якої — «стоп вогонь по своїх», припинення війни в Україні між своїми. 
Війна штучно спровокована тими, хто стріляє, як це було на Майдані, у обидві сторони. Існує нечистоплотна гра, яку треба розкрити. Ми можемо домовитися й повинні перестати стріляти у своїх, щоб об'єднатися проти справжнього ворога, проти зовнішнього агресора. Закінчила фразою: «Порошенко, коли ми прийшли до нього, нас не почув, Захарченко почув і зрозумів». 
У блозі пояснила: «Я йду своїм шляхом, хочу наблизити мир і врятувати життя моїх співвітчизників». 2 вересня вона виклала докладний звіт та висновки на своїй сторінці у facebook.

### 2018-2019: Відновлювана енергетика
Наприкінці травня 2018 року Руслана відвідала глобальний форум Solor Future. Today Influencers Forum Asia у китайському Шанхаї де взяла участь в панельній дискусії розповівши про свою місію, проєкт «Wild Energy», окрім того, запросила інвесторів вкладати свої інвестиції в Україну, наголосивши на тому, що в країні один з найкращих зелених тарифів. Також в рамках форуму вона отримала «Influencer Award» в номінації Visionary Artist за популяризацію ідеї переходу на відновлювані джерела енергії.
На глобальному саміті «Wind Energy Hamburg 2018» у Гамбурзі (Німеччина) 28 вересня 2018 року Руслану Лижичко було проголошено Глобальною амбасадоркою відновлюваної енергії у світі — відповідний сертифікат ініціативи «Global 100% RE» вручив Штефан Ґсенґер — генеральний секретар Всесвітньої асоціації вітрової енергетики (англ. World Wind Energy Association).
У квітні 2019 року у Чорнобильській зоні відчуження відбувся масштабний авторський артперформанс Руслани «Чорнобиль RE:start» до 33-ї річниці аварії на Чорнобильській АЕС та на підтримку міжнародного руху переходу на оновлені джерела енергії. В акції взяли участь провідні діячі України у галузі чистої енергії, серед яких члени платформи Global 100% RE Україна Віктор Куртєв (ГО «Центр розвитку Бессарабії»), Андрій Конеченков (Українська вітроенергетична асоціація), Олександр Рєпкін (Українська воднева рада), Олена Колтик та Ірина Кримусь (Українська асоціація відновлюваної енергетики), Іван Гайдуцький (Інститут глобальних трансформацій), Юрій Шафаренко (Державне агентство з енергоефективності та енергозбереження України), Галина Шмідт (ТОВ «Віндкрафт Каланчак»), Євген Михальченко (ГО «Офіс Амбасадора Відновлюваної Енергетики»).

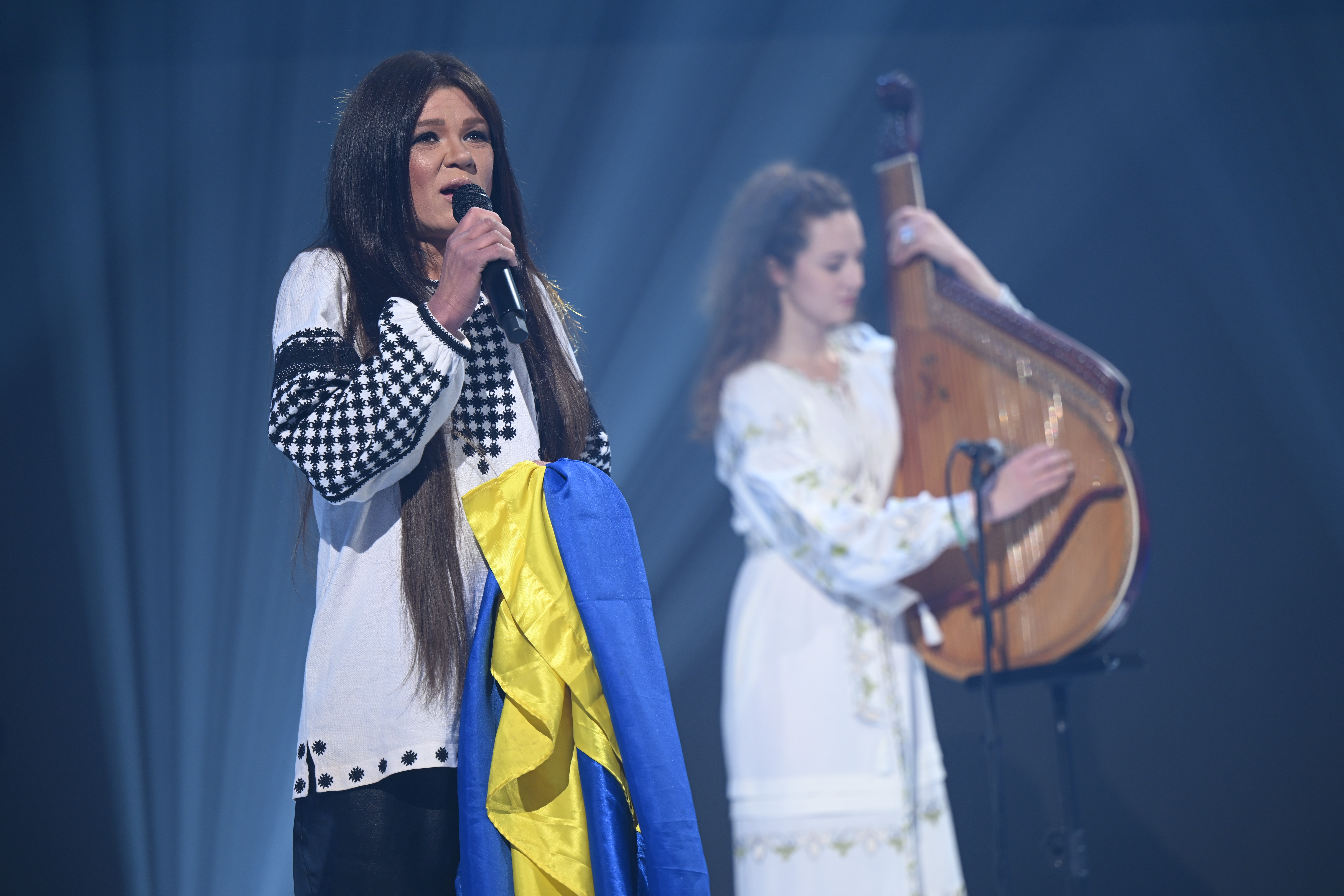
Виступ Руслани на EPP Congress, де вона також виступила з промовою. Роттердам, 31 травня 2022

## Дискографія
- 1998 — Мить весни. Дзвінкий вітер
- 1999 — Останнє Різдво 90-х
- 2001 — Найкраще
- 2002 — Добрий вечір, тобі…
- 2003 — Дикі танці
- 2004 — Wild Dances
- 2005 — Club'in
- 2008 — Амазонка
- 2008 — Wild Energy
- 2013 — Мій Брат! (Разом!)
- 2020 — Ми вітер (EP)[35]

## Руслана в культурі
- Пісні Руслани виконує філіппінська співачка Велл Барія.

- Руслана є прототипом головної героїні роману Марини та Сергія Дяченків «Дика Енергія. Лана».
- Руслана зіграла вигадану версію самої себе як ведуча радіостанції «Vladivostok FM» у комп'ютерній грі GTA 4. Також її пісня «Дикі танці» транслюється на цій станції.
- Василь Кондратюк (музикант) — співавтор багатьох пісень Руслани.
- В серіалі 4исла в 5 сезоні 19 серія на 8:13 хвилині показують обкладинку альбому Руслани Wild Energy.
- Руслана стала однією з 36 українок, обличчя та силует яких стали прообразом української серії ляльок Барбі «Barbie: Пані України».[36]

## Нагороди та відзнаки

### В сфері музики

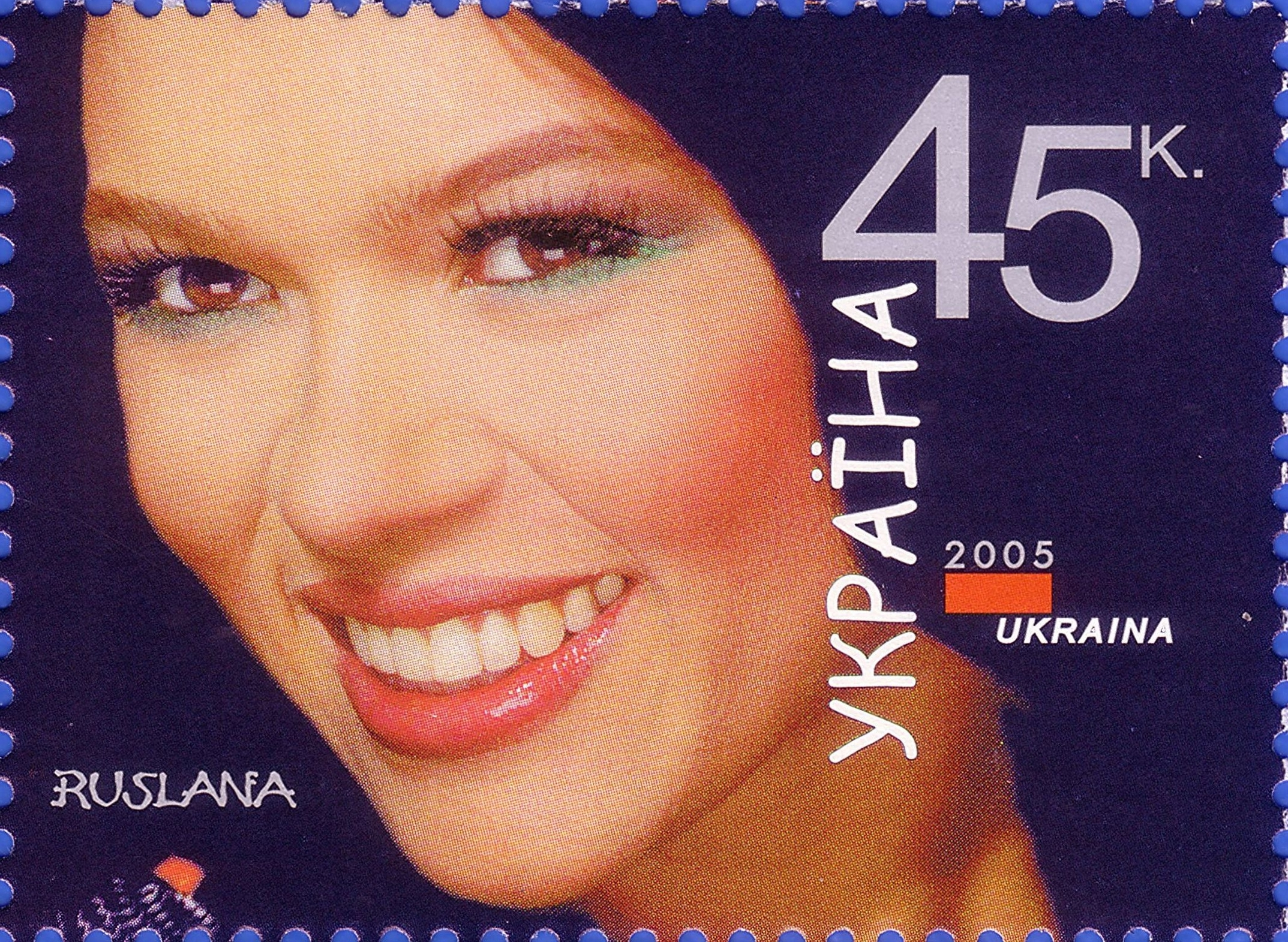
Марка Укрпошти з портретом Руслани, 2005

| Рік  | Нагорода | Країна                                             |
| ---- | --- | -------------------------------------------------- |
| 1993 | Дипломантка конкурсу поп-музики на Всеукраїнському фестивалі сучасної пісні та популярної музики «Червона Рута»                                               | Україна                                            |
| 1995 | Гран-прі Всеукраїнського телевізійного фестивалю популярної музики «Мелодія-94»                                                                               | Україна                                            |
| 1996 | Гран-прі V Міжнародного фестивалю мистецтв «Слов'янський базар»                                                                                               | Білорусь                                           |
| 1997 | Лавреатка Першої Української Загальнонаціональної програми «Людина року» в номінації «Зірка естради»                                                          | Україна                                            |
| 1997 | «Співачка року 96» в номінації «Музика» проведеного «Імідж-рейтингом 96: Галичина»                                                                            | Україна                                            |
| 1997 | Лавреатка фестивалю «Таврійські ігри» в номінації «Краща співачка року 97»                                                                                    | Україна                                            |
| 1997 | Львів'янка року 1996 | Україна                                            |
| 1997 | Дипломантка Національного шоу-концерту «Пісня року 97» в галузі української популярної музики                                                                 | Україна                                            |
| 1997 | II Всеукраїнський конкурс «Золотий каштан». Гран-прі за кращий рекламний аудіоролик                                                                           | Україна                                            |
| 1998 | Львів'янка року 1997 за концертно-виконавську діяльність | Україна                                            |
| 1998 | Переможниця в номінації «Зірка естради року-97» Регіональної програми «Кришталевий Лев»                                                                       | Україна                                            |
| 1998 | «Золота Ера». Гран-прі за фільм «Дзвінкий вітер Олеського замку» в номінації «Кращий музичний фільм року»                                                     | Україна                                            |
| 2003 | «Платиновий» диск за альбом «Дикі танці», вручений незалежною асоціацією рекордингових компаній                                                               | Україна                                            |
| 2004 | Головний приз міжнародного пісенного конкурсу «Євробачення-2004»                                                                                              | Туреччина                                          |
| 2004 | Звання «Народна артистка України» | Україна                                            |
| 2004 | Почесна грамота Кабінету Міністрів України з врученням пам'ятаного знаку за вагомий особистий внесок у розвиток української культури.                         | Україна                                            |
| 2004 | Титул «Людина року» та премія «Прометей-Престиж» за перемогу у номінації «Митець року»                                                                        | Україна                                            |
| 2004 | Музична премія «World Music Awards» в Лас-Вегасі, як українському артистові, що продав найбільшу кількість альбомів у світі                                   | США                                                |
| 2004 | «Золотий» і «Платиновий» диски за альбом «Wild Dances» | Бельгія, Греція, Чехія Словаччина, Румунія та Кіпр |
| 2005 | «Golden objective awards» | Туреччина                                          |
| 2005 | «Romanian Most Loved Awards» у номінації «Most Loved International Singer»                                                                                    | Румунія                                            |
| 2005 | «Macedonia's The Best 13» у номінації «Best European Singer»                                                                                                  | Македонія                                          |
| 2006 | Grand Prix Hitliste у номінації «Best Eurovision song» («Wild Dances»)                                                                                        | Німеччина                                          |
| 2009 | «The Best Artist Award of The 6th Asia Song Festival 2009» та спеціальна відзнака «The Special Award of the Ministry of Culture, Sports and Tourism of Korea» | Південна Корея                                     |
| 2010 | «Людина року» в номінації «Зіркове соло» | Україна                                            |
| 2014 | Премія імені Василя Стуса | Україна                                            |
| 2016 | «M1 Music Awards» в номінації «Внесок в українську музичну індустрію»                                                                                         | Україна                                            |
| 2017 | «Viva, Morshinska! ECO AWARDS» в номінації «Еко-легенда» | Україна                                            |
| 2021 | «Українська пісня року» в номінації «Легенда української пісні» (за пісню «Дикі танці»)                                                                       | Україна                                            |

### За громадську діяльність
| Рік  | Відзнака                                                                                      | Країна    |
| ---- | --------------------------------------------------------------------------------------------- | --------- |
| 2005 | Амбасадорка Доброї Волі ЮНІСЕФ в Україні                                                      | Україна   |
| 2008 | Сингл «Not for sale» визнано ООН гімном кампанії по боротьбі з торгівлею людьми               | Австрія   |
| 2013 | Орден «За інтелектуальну відвагу» (2013)                                                      | Україна   |
| 2014 | Почесна громадянка Львова                                                                     | Україна   |
| 2014 | «Woman Of Courage Award» як одна з найвідважніших жінок світу за версією Держдепартаменту США | США       |
| 2014 | «Distinguished Humanitarian Leadership Award» Atlantic Council                                | США       |
| 2014 | «Freedom Award» World Global Forum                                                            | Польща    |
| 2014 | Відзначена Міжнародним республіканським Інститутом нагородою «Freedom Award»                  | США       |
| 2014 | Нагороджена премією ім. Л. Копелева                                                           | Німеччина |
| 2014 | Орден провінції Манітоба «The Buffalo Hunt»                                                   | Канада    |
| 2014 | Премія «Battle of Crete Award»                                                                | США       |
| 2015 | Лавреатка Всеукраїнської премії «Жінка III тисячоліття» у номінації «Знакова постать»         | Україна   |
| 2018 | «Influencer Award» в номінації Visionary Artist в рамках форуму «Solar Future Today»          | Китай     |